# Флаг Оклахомы
Флаг Оклахо́мы (англ. Flag of Oklahoma) — один из государственных символов американского штата Оклахома.
Флаг представляет собой прямоугольное полотнище небесно-синего цвета, в центре которого расположен щит из бизоньей кожи, традиционный для индейского племени осейджей, с семью орлиными перьями. Ниже надпись OKLAHOMA (с англ. — «Оклахома»).
Щит осейджей перекрещён двумя символами мира: курительной трубкой — символизирующей коренных жителей США, и оливковой ветвью — символизирующей европейских переселенцев. Шесть золотисто-коричневых крестов — символы звёзд у индейцев. Синий цвет полотнища взят с флага времён Гражданской войны, использовавшийся индейским племенем чокто, выступившим на стороне конфедератов.

## Другие флаги

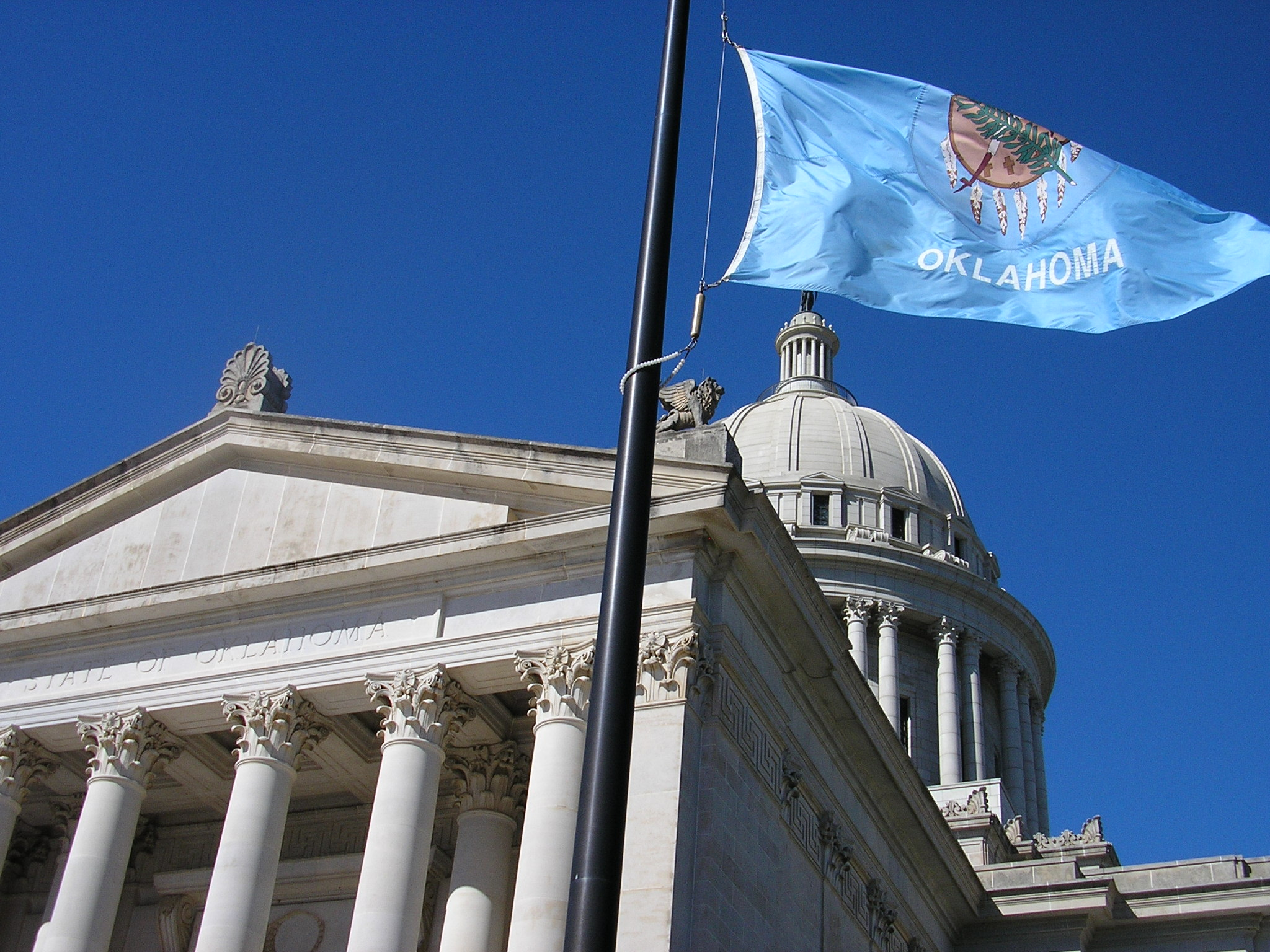
Флаг Оклахомы возле здания Капитолия штата

В 1907 году штат Оклахома вошёл в состав США и через четыре года был принят первый флаг штата. Он представлял собой красное полотнище с белой звездой на синей подкладке в центре полотнища, внутрь звезды вписано число 46, означающее, что Оклахома стала сорок шестым штатом США.
В 1924 году организацией «Дочери Американской революции», был проведён конкурс на новый проект флага штата. Хоть его цвета были взяты с флага США, тем не менее красные флаги ассоциировались с коммунизмом. Победителем конкурса стал флаг разработанный Луизой Флюк (Louise Fluke), который и был принят 2 апреля 1925 года. Он представлял собой нынешний флаг, только без надписи OKLAHOMA. Эта надпись была добавлена в 1941 году, как средство борьбы с неграмотностью.
В 1988 году  и 2006 году  выходили законы, стандартизировавшие цвета и размеры флага.